# Ardes Communauté
Ardes Communauté est une ancienne communauté de communes française, située dans le département du Puy-de-Dôme en région Auvergne-Rhône-Alpes.

## Historique
En 1985, est créé un syndicat intercommunal à vocation multiple (SIVOM), auquel la communauté de communes Ardes Communauté succède en 2000.
| Période                                  | Période          | Identité          | Étiquette | Qualité                                       |
| ---------------------------------------- | ---------------- | ----------------- | --------- | --------------------------------------------- |
| Les données manquantes sont à compléter. |                  |                   |           |                                               |
|                                          | 31 décembre 2016 | Bernard Veissière |           | Maire d'Ardes, conseiller général (1982-2015) |

Le projet de schéma départemental de coopération intercommunale (SDCI) du Puy-de-Dôme, dévoilé le 5 octobre 2015, prévoyait la fusion avec les sept autres communautés de communes du Pays d'Issoire - Val d'Allier Sud (Bassin Minier Montagne, Coteaux de l'Allier, Couze Val d'Allier, Issoire Communauté, Lembron Val d'Allier, Pays de Sauxillanges et Puys et Couzes). Ardes Communauté comptant moins de cinq mille habitants en 2012, elle ne peut pas se maintenir.
Par ailleurs, la commune de La Godivelle rejoindra la communauté de communes du Massif du Sancy pour des raisons de cohérence entre espaces naturels protégés.
À la date du projet, cette fusion devait constituer une intercommunalité peuplée de 54 000 habitants, et composée de 92 communes, dont 44 classées en zone de montagne. À la suite de deux fusions de deux communes (Aulhat-Saint-Privat et Flat formant la commune nouvelle d'Aulhat-Flat ; Nonette et Orsonnette formant Nonette-Orsonnette), ce nombre de communes est ramené à 90.
Adopté en mars 2016, le SDCI ne modifie pas ce périmètre. L'arrêté préfectoral du 6 décembre 2016 prononçant la fusion des huit communautés de communes mentionne le nom de « Agglo Pays d'Issoire ».

## Territoire communautaire

### Géographie
Ardes Communauté regroupe quinze communes appartenant au canton d'Ardes, dans le sud du Puy-de-Dôme à la limite des départements de la Haute-Loire et du Cantal.
Avec 1 987 habitants en 2012, elle est l'une des plus petites communautés de communes du département par sa population, mais l'une des plus grandes par sa superficie de 33 090 ha.
Elle possède la plus petite commune du département par son nombre d'habitants (La Godivelle, 14 habitants permanents en 2013) qui est aussi la plus haute en altitude (1 200 m).
Ardes Communauté est située en grande partie sur le plateau volcanique du Cézallier, où les altitudes dépassent les 1 000 m, mais aussi en bordure de la plaine de la Limagne, où les altitudes, plus modestes, sont comprises entre 300 et 800 m.
Le territoire d'Ardes Communauté est presque totalement inscrit dans le périmètre du parc naturel régional des Volcans d'Auvergne puisque seulement quatre communes, Augnat, Madriat, Saint-Hérent et Ternant-les-Eaux, n'en font pas partie.
La communauté de communes appartient au syndicat mixte Pays d'Issoire - Val d'Allier Sud, créé en 2005, qui exerce un rôle d'animation touristique économique, d'accueil d'actifs, de concertation et de coordination entre les collectivités territoriales.

### Composition
La communauté de communes groupe quinze communes. Son territoire recoupe avec exactitude celui de l'ancien canton d'Ardes.
| Nom                      | Code Insee | Gentilé    | Superficie (km2) | Population (dernière pop. légale) | Densité (hab./km2) |
| ------------------------ | ---------- | ---------- | ---------------- | --------------------------------- | ------------------ |
| Ardes (siège)            | 63009      | Ardoisiens | 16,59            | 599 (2022)                        | 36                 |
| Anzat-le-Luguet          | 63006      |            | 66,56            | 174 (2022)                        | 2,6                |
| Apchat                   | 63007      | Apchatois  | 35,86            | 159 (2022)                        | 4,4                |
| Augnat                   | 63017      | Augnatois  | 9,54             | 196 (2022)                        | 21                 |
| La Chapelle-Marcousse    | 63087      |            | 19,72            | 64 (2022)                         | 3,2                |
| Chassagne                | 63097      |            | 16,06            | 81 (2022)                         | 5                  |
| Dauzat-sur-Vodable       | 63134      |            | 14,99            | 67 (2022)                         | 4,5                |
| La Godivelle             | 63169      |            | 15,44            | 17 (2022)                         | 1,1                |
| Madriat                  | 63202      | Madriatois | 4,69             | 136 (2022)                        | 29                 |
| Mazoires                 | 63220      |            | 42,19            | 95 (2022)                         | 2,3                |
| Rentières                | 63299      |            | 15,59            | 102 (2022)                        | 6,5                |
| Roche-Charles-la-Mayrand | 63303      |            | 16,22            | 40 (2022)                         | 2,5                |
| Saint-Alyre-ès-Montagne  | 63313      |            | 41,07            | 101 (2022)                        | 2,5                |
| Saint-Hérent             | 63357      |            | 12,79            | 111 (2022)                        | 8,7                |
| Ternant-les-Eaux         | 63429      |            | 3,59             | 49 (2022)                         | 14                 |

### Démographie
| 1968  | 1975  | 1982  | 1990  | 1999  | 2008  | 2013  |
| ----- | ----- | ----- | ----- | ----- | ----- | ----- |
| 3 411 | 2 960 | 2 593 | 2 347 | 2 117 | 2 076 | 1 945 |

| Hommes | Classe d’âge | Femmes |
| ------ | ------------ | ------ |
| 1,3    | 90 ans ou +  | 3      |
| 11,9   | 75 à 89 ans  | 16,9   |
| 21,4   | 60 à 74 ans  | 20,2   |
| 26,5   | 45 à 59 ans  | 20,5   |
| 16     | 30 à 44 ans  | 15     |
| 10,9   | 15 à 29 ans  | 11,7   |
| 12     | 0 à 14 ans   | 12,7   |

| Hommes | Classe d’âge | Femmes |
| ------ | ------------ | ------ |
| 0,5    | 90 ans ou +  | 1,5    |
| 7      | 75 à 89 ans  | 10,6   |
| 16     | 60 à 74 ans  | 16,6   |
| 20,8   | 45 à 59 ans  | 20,1   |
| 19,5   | 30 à 44 ans  | 18,1   |
| 19     | 15 à 29 ans  | 17,5   |
| 17,1   | 0 à 14 ans   | 15,6   |

## Administration

### Siège
Le siège de la communauté de communes est situé à Ardes.

### Les élus
La communauté de communes est gérée par un conseil communautaire composé de 27 membres représentant chacune des communes membres et élus jusqu'à la disparition de la structure intercommunale. Ils sont répartis comme suit, :
| Nombre de délégués | Communes |
| ------------------ | --- |
| 5                  | Ardes |
| 2                  | Anzat-le-Luguet, Apchat, Saint-Alyre-ès-Montagne, Madriat, Augnat, Rentières, Mazoires, Saint-Hérent           |
| 1 (+ 1 suppléant)  | Dauzat-sur-Vodable, Chassagne, La Chapelle-Marcousse, Roche-Charles-la-Mayrand, Ternant-les-Eaux, La Godivelle |

### Présidence
En 2014, le conseil communautaire a réélu Bernard Vaissière.

### Compétences
L'intercommunalité exerce des compétences qui lui sont déléguées par les communes membres.
Les trois compétences obligatoires exercées par toute communauté de communes sont le développement économique et l'aménagement de l'espace :
- développement économique : création, aménagement, entretien et gestion de zones d'activités industrielle, commerciale, tertiaire, artisanale ou touristique, au nombre de deux sur le territoire communautaire, la plaine de Madriat et les terres d'éoliennes ; les actions de développement économique telles que l'artisanat, le commerce et les industries ou le tourisme ; l'agriculture ;
- aménagement de l'espace communautaire : mise en œuvre de la politique de pays, SCOT et schéma de secteur, plans locaux d'urbanisme, création, réalisation, entretien et gestion des zones d'aménagement concerté, programmes pluriannuels d'actions, etc. ;
- depuis le 1er janvier 2016, gestion des milieux aquatiques et préventions des risques d'inondations (GEMAPI).

L'intercommunalité a fait le choix des compétences optionnelles suivantes :
- protection et mise en valeur de l'environnement : collecte et traitement des déchets ménagers et assimilés ;
- politique du logement et du cadre de vie ;
- voirie ;
- équipements culturels et sportifs, équipements de l'enseignement pré-élémentaires et élémentaires ;
- action sociale ;
- assainissement.

Les compétences facultatives sont les suivantes :
- communication et animation ;
- déneigement ;
- éclairage public des infrastructures, équipements et immobilier communautaire ;
- activités sportives ;
- activités culturelles ;
- ingénierie et mise en œuvre des temps d'activités périscolaires.

### Régime fiscal et budget
La communauté de communes applique la fiscalité professionnelle unique.